# Collegio uninominale Trentino-Alto Adige - 05 (Camera dei deputati)
Il collegio elettorale uninominale Trentino-Alto Adige - 05 è stato un collegio elettorale uninominale della Repubblica Italiana per l'elezione della Camera tra il 2017 ed il 2022.

## Territorio
Come previsto dalla legge elettorale italiana del 2017, il collegio era stato definito tramite decreto legislativo all'interno della circoscrizione Trentino-Alto Adige/Südtirol.
Era formato dal territorio di 50 comuni: Ala, Arco, Avio, Besenello, Bleggio Superiore, Bocenago, Bondone, Borgo Chiese, Borgo Lares, Brentonico, Caderzone Terme, Calliano, Carisolo, Castel Condino, Comano Terme, Drena, Dro, Fiavé, Folgaria, Giustino, Isera, Ledro, Massimeno, Mori, Nago-Torbole, Nogaredo, Nomi, Pelugo, Pieve di Bono-Prezzo, Pinzolo, Pomarolo, Porte di Rendena, Riva del Garda, Ronzo-Chienis, Rovereto, San Lorenzo Dorsino, Sella Giudicarie, Spiazzo, Stenico, Storo, Strembo, Tenno, Terragnolo, Tione di Trento, Trambileno, Tre Ville, Valdaone, Vallarsa, Villa Lagarina, Volano.
Il collegio era quindi interamente compreso nella provincia autonoma di Trento.
Il collegio era parte del collegio plurinominale Trentino-Alto Adige - 01.

## Eletti
| Elezione | Elezione | Deputato       | Partito |
| -------- | -------- | -------------- | ------- |
|          | 2018     | Vanessa Cattoi | Lega    |

## Dati elettorali

### XVIII legislatura
Come previsto dalla legge elettorale, 232 deputati erano eletti con sistema a maggioranza relativa in altrettanti collegi uninominali a turno unico.
| Candidati              | Candidati                | Voti    | %     | Liste                    | Voti    | %     |
| ---------------------- | ------------------------ | ------- | ----- | ------------------------ | ------- | ----- |
|                        | Vanessa Cattoi ✔️ Eletto | 39 544  | 37,51 | Lega                     | 26 759  | 25,38 |
| Forza Italia           | Vanessa Cattoi ✔️ Eletto | 39 544  | 37,51 | 8 534                    | 8,09    |       |
| Fratelli d'Italia      | Vanessa Cattoi ✔️ Eletto | 39 544  | 37,51 | 3 547                    | 3,36    |       |
| Noi con l'Italia - UDC | Vanessa Cattoi ✔️ Eletto | 39 544  | 37,51 | 704                      | 0,67    |       |
|                        | Michele Nicoletti        | 31 183  | 29,58 | Partito Democratico      | 21 062  | 19,98 |
| SVP-PATT               | Michele Nicoletti        | 31 183  | 29,58 | 4 295                    | 4,07    |       |
| +Europa                | Michele Nicoletti        | 31 183  | 29,58 | 3 324                    | 3,15    |       |
| Civica Popolare        | Michele Nicoletti        | 31 183  | 29,58 | 1 856                    | 1,76    |       |
| Italia Europa Insieme  | Michele Nicoletti        | 31 183  | 29,58 | 1 646                    | 1,56    |       |
|                        | Matteo Perini            | 28 020  | 26,58 | Movimento 5 Stelle       | 28 020  | 26,58 |
|                        | Ezio Viglietti           | 3 019   | 2,86  | Liberi e Uguali          | 3 019   | 2,86  |
|                        | Giuliano Pantano         | 1 316   | 1,25  | Potere al Popolo!        | 1 316   | 1,25  |
|                        | Giulia Pilloni           | 1 164   | 1,10  | CasaPound                | 1 164   | 1,10  |
|                        | Milena Carozzo           | 985     | 0,93  | Il Popolo della Famiglia | 985     | 0,93  |
|                        | Massimo Taddei           | 196     | 0,19  | Partito Valore Umano     | 196     | 0,19  |
| Totale                 | Totale                   | 105 427 | 100   |                          | 105 427 | 100   |
|                        |                          |         |       |                          |         |       |
| Voti non validi        | Voti non validi          | 3 563   | 3,27  |                          |         |       |
| Votanti                | Votanti                  | 108 990 | 79,33 |                          |         |       |
| Elettori               | Elettori                 | 137 396 |       |                          |         |       |